# 安日洛·巴尼亚斯科
安日洛·巴尼亚斯科（義大利語：Angelo Bagnasco；1943年1月14日—）是天主教会意大利籍枢机及现任热那亚总教区总主教。

## 生平
巴尼亚斯科於1943年1月14日在意大利蓬泰维科出生，于1966年6月29日由若瑟·西里晋铎。他於1998年1月3日獲教宗任命為佩薩羅教區輔理主教，同年2月7日由德宜·泰塔曼齊晋牧。2000年至2003年间，他出任佩萨罗总教区总主教。及後至2006年期間出任意大利軍中教長區教長。2006年8月29日起担任热那亚总教区总主教。2007年11月24日被教宗本笃十六世册封为司鐸級樞機，領羅馬天主之母堂區司鐸銜；同受命為為意大利主教團主席，10年後卸任。
他於2020年5月8日卸任熱那亞總教區總主教一職，總主教一職由瑪爾谷·塔斯卡接任。

## 牧徽

安日洛·巴尼亚斯科枢机牧徽